# 土御門親定
土御門 親定（つちみかど ちかさだ）は、鎌倉時代中期〜後期の公卿。正二位権大納言。太政大臣土御門定実の二男。母は権大納言平時継の女。

## 経歴
以下、『公卿補任』と『尊卑分脈』の内容に従って記述する。
- 文永4年（1269年）1月5日：叙爵
- 文永8年（1271年）1月5日：従五位上に昇叙。
- 文永11年（1274年）2月20日：侍従に任ぜられる。
- 建治2年（1276年）1月23日：右少将に任ぜられる。
- 建治3年（1277年）1月7日：正五位下に昇叙。同月29日、備後権介を兼ねる。
- 弘安元年（1278年）7月17日：従四位下に昇叙。同日、春宮権亮を兼ねる。右少将は元の如し。
- 弘安2年（1279年）3月2日：右中将に転任。
- 弘安4年（1281年）1月5日：従四位上に昇叙。
- 弘安6年（1283年）3月18日：上野権介を兼ねる。同年10月20日、正四位下に昇叙。
- 弘安10年（1287年）10月28日：新帝受禅（伏見天皇）により春宮権亮を止める。
- 正応3年（1290年）1月5日：従三位に除される。同月7日、右中将は元の如し。
- 正応4年（1291年）1月7日：正三位に昇叙。
- 永仁2年（1294年）12月24日：参議に任ぜられる。右中将は元のごとく兼ねる。
- 永仁3年（1295年）6月23日：左衛門督を兼ね、検非違使別当に補される。同年12月29日、権中納言に転任。（同日、兄雅房が権大納言に還任。）
- 永仁4年（1296年）1月5日：従二位に昇叙。同年3月9日、左衛門督と検非違使別当を辞す。同年12月27日には、従一位准大臣であった父定実が内大臣に任ぜられる。
- 永仁5年（1297年）11月14日：正二位に昇叙。
- 永仁6年（1298年）6月23日：権中納言を辞退。
- 嘉元3年（1305年）1月22日：権大納言に任ぜられる。2月23日、着陣。同年12月30日、権大納言を辞退。
- 徳治元年（1306年）3月30日：父の喪に服す。
- 正和4年（1315年）7月21日：薨去。享年49。

## 大覚寺統寄りの定実一家
『増鏡』第十一「さしぐし」では、後伏見天皇が後二条天皇に譲位した後、親定の父定実が前内大臣から太政大臣に任ぜられたことに関連して、定実一家が亀山院の信任が厚かったことが記述されている。
このことから、定実一家は大覚寺統寄りであったことが推測される。また、親定は兄雅房と並んで学才があったとも記述されている。

## 系譜
- 父：土御門定実
- 母：平時継娘
- 妻：源重遠女（亀山院女房右衛門佐局）
- 生母不明の子女
  - 男子：親賢、親実